# Mateusz (łaciński patriarcha Konstantynopola)
Mateusz (ur. ?, zm. 1226) – duchowny katolicki, biskup Equilio w latach 1217? – 1220, w latach od 1220 do swojej śmierci w 1226 łaciński patriarcha Konstantynopola.

## Życiorys
Mateusz został biskupem Equilio prawdopodobnie około 1217. Urząd ten piastował do 1220, kiedy został łacińskim Patriarchą Konstantynopola. Pełnił ten urząd do dnia swojej śmierci w 1226 roku.